# دينيك
دْينيك DENIC eG (بالألمانية: Deutsches Network Information Center) هي جمعية تعاونية مسجلة مقرها في فرانكفورت أم ماين. تدير نطاق de. ، وهو نطاق المستوى الأعلى لرمز البلد لألمانيا. تأسست في عام 1996 وهي جمعية تعاونية غير ربحية غير خاضعة للتنظيم. توفر دْينيك نظام اسم النطاق (DNS) بالإضافة إلى خدمات التسجيل والإدارة لـ de. و ENUM. إلى جانب خدمة بحث من هو whois عن نطاقات de. ، تشتمل محفظتها أيضًا على خدمات بث نحو الأقرب DNS anycast للسجلات وخدمات تأمين البيانات لكل من السجلات والمسجلين في قسم الصناعي للنطاق.
تضم جمعية دْينيك التعاونية أكثر من 300 عضو ، 25٪ منهم مقرهم في دول أخرى غير ألمانيا. يمكن تسجيل نطاقات de. من قبل أي فرد أو كيان قانوني في جميع أنحاء العالم. 
بجانب إدارة مساحة الاسم الألمانية على الإنترنت ، تشارك دْينيك بنشاط في الهيئات الوطنية والدولية التي تنسق النظام البيئي للإنترنت. 

## روابط خارجية
- DENIC.de